# Río Turruchel
El río Turruchel es un río del sur de la península ibérica, perteneciente a la cuenca hidrográfica del Guadalquivir que discurre entre las provincias españolas de Albacete y Jaén. 

## Curso
El Turruchel nace bajo el puerto del Bellotar, en la sierra de Alcaraz. Su curso bordea la localidad de Bienservida y durante unos kilómetros sirve de límite entre las provincias de Jaén y Albacete. Desemboca en el río Guadalmena, afluente del río Guadalimar, y este a su vez del Guadalquivir. 
Sus principales afluentes son el arroyo de los Avellanares y el río de Villarrodrigo.

## Fauna
Durante un muestreo de Alytes dickhilleni  realizado entre agosto de 1995 y julio de 1997, se constató que la población del río Turruchel se mantiene en buen estado de conservación. Además se observó también Salamandra salamandra y rana perezi.